# Distrito Comedia
Distrito Comedia es un canal de televisión por suscripción hispanoamericano de origen mexicano, operado por Televisa Networks. Inició sus transmisiones el 1 de octubre de 2012, en reemplazo de Clásico TV.
Distrito Comedia (antes Clásico TV) fue retirado de la grilla de canales de DirecTV el 1 de octubre de 2012 para ser sustituido por Golden Edge.
A partir del 15 de octubre de 2018, Distrito Comedia cambió de imagen, logotipo y eslogan, debido a que Israel Jaitovich se convirtió en el director del mismo, y propuso una renovación total de la señal.

## Logotipos

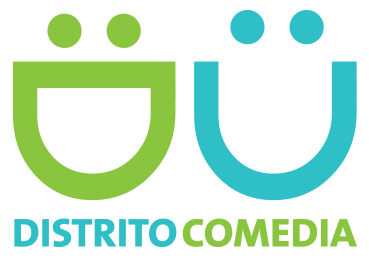
Logotipo usado desde octubre de 2012 hasta octubre de 2018.
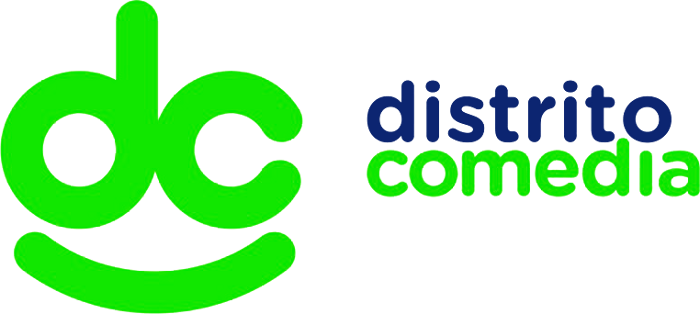
Logotipo usado desde octubre de 2018 hasta a la actualidad.